# Joaquína Sitchez
María Joaquína Sitchez Briones (ou María Joaquina García-Sitches ou Joaquina García ; Madrid ou Barcelone, 28 juillet 1780 - Bruxelles, 10 mai 1864,) est une actrice et une chanteuse d'opéra espagnole.

## Biographie
Elle est la fille de Martin Sitches et Lorenza Irisarri.
Comédienne avant d'être cantatrice, elle se produit sur les scènes espagnoles comme actrice et comme chanteuse d'opéra, sous le nom de Joaquina Briones. Elle arrive à Madrid veuve, alors qu'elle n'a qu'une vingtaine d'années. En 1798, elle est engagée par la compagnie de los Caños comme graciosa de música. En 1800, elle est engagée pour les partes jocosas avec Manuela Monteis dans la compagnie du théâtre del Principe. On la voit jouer des rôles de servante dans El avaro de Molière, en Claudia, dans La Acelina, en Cecilia, dans El amor y la intriga, en Sofia, dans Los amantes generosos, en Fanchetta, dans Un loco hacia ciento, en Isabel. Elle joue aussi des rôles plus importants, tels Lemaida dans El califa de Bagdad (en 1801).
Début 1802, le gouvernement l'expulse de la compagnie del Principe, et elle se retrouve en septembre dans la compagnie de los Caños dirigée par Melchor Ronzi, avec Manuel Garcia et son épouse Manuela de Morales Aguirre récemment arrivés à Madrid.
Le 20 mai 1802, au Teatro de los Caños del Peral elle joue le rôle de la comtesse dans El casamiento de Figaro, face au ténor Manuel Garcia, qui tombe sous son charme. Il entretient la relation avec Joaquína, alors qu'il a déjà au moins deux enfants de Manuela,. Les 10, 11, 12 et 13 décembre, elle chante dans une série d'opéras italiens traduits en espagnol, dont El engaño feliz (semble-t-il sans Manuel). Le 1er juin 1803, les autorités de la ville mentionnent le scandale que provoque le comportement de Manuel et Joaquína, au détriment de Manuela. En octobre 1804, elle joue dans El médico turco, puis Las mujeres de Charles-Albert Demoustier. De l'adultère entre Joaquína et Manuel naît un fils, Manuel Jr., en 1805. Pendant les deux années qui suivent, Manuel père, Manuela et Joaquína jouent également sur scène dans diverses pièces dont des compositions de Manuel. À partir de l'été 1805, Joaquína réintègre la compagnie del Principe, toujours avec Manuel et Manuela. Elle apparaît avec eux dans El marinerito le 31 août 1806 pour la compagnie del Principe, au théâtre de los Caños.
En 1807, Manuel Garcia emmène sa femme et sa maîtresse en France. Manuela abandonne son mari bigame de fait et retourne en Espagne. Dissimulant son premier mariage, Manuel parvient à épouser Joaquina après le départ de Manuela et la naissance de Marie Félicité, la future Maria Malibran. Joaquina sera la mère d'un troisième enfant de Manuel Garcia, après le baryton Manuel Garcia junior (1805), la mezzo-soprano Maria Malibran (1808), viendra leur sœur cadette Pauline Viardot (1821). Les trois enfants, doués pour le chant, seront éduqués à cet art par leur père. Celui-ci ne manque pas non plus d'écrire des rôles pour sa femme. À la mort de son mari, alors que leur fille Pauline aura à peine 11 ans, c'est Joaquína qui prendra en charge sa formation au chant.
Joaquina chante au Théâtre italien de Paris en 1810, 1816, 1820 et 1821. En 1810, elle joue dans la Molinara de Giovanni Paisiello face à Mme Festa. La famille Garcia habite un appartement rue de Condé, à Paris, qui après leur départ sera occupé par un frère de Joaquina, Paolo Sitches.
Manuel se fixe pour un temps à Naples (1811-1816), où il chante souvent face à Isabella Colbran. Joaquína contribue quant à elle aux opéras de son mari, à la première de Il Califfo di Bagdad (es) le 30 septembre 1813 au Teatro San Carlo, ou dans Il Fazzoletto.
Après l'Italie, la famille fait un passage à Paris, avec entre autres la représentation du Califfo di Bagdad en 2 actes en 1817 au Théâtre Italien, et d’Il Fazzoletto le 23 mars 1820, toujours au Théâtre italien.
Manuel se rend ensuite en Angleterre, où il se produit avec Joaquina, en particulier dans un opéra en un acte de Garcia lui-même, La buona famiglia, en 1825, dont les personnages sont des marionnettes au nom des membres de la famille Garcia, ce qui laisse entendre que Manuel Jr et la future Malibran sont déjà au travail.
Toute la famille se rend aux États-Unis, où Joaquína chante Berta dans la première américaine du Barbiere di Seviglia, au Park Theatre (en) de New York, le 19 novembre 1825, tandis que Manuel Garcia chante le comte, leur fils Manuel Jr Figaro, et Maria Felicia Rosine. Joaquína chante aussi dans les opéras de son mari, tels que La figlia dell'aria .
Après avoir été détroussée avec toute la famille lors de leur retour depuis Mexico, Joaquina et les siens reviennent en Europe en 1829. Elle perd son mari en 1832, puis sa fille, la Malibran, en 1836, à l'âge de 28 ans. À cette époque, cependant, elle est encore assez charmante pour qu'Alfred de Musset lui fasse la cour plus qu'à sa fille Pauline. Elle parlait facilement cinq ou six langues, ce qu'elle a transmis à ses enfants.
En mai 1850, elle croise Gounod, qui se repose chez Pauline à Courtavenel.
Dans les années 1850, elle réside souvent chez sa belle-fille, Eugénie Garcia, l'épouse de Manuel Jr., qui donne des cours de musique dans un appartement à Montmartre et entretient un salon fréquenté par le monde des lettres de Paris.
Installée ensuite à Bruxelles, elle fait venir près d'elle une nièce qui deviendra aussi cantatrice, Antonia Sitchès de Mendi, qui épousera le violoniste et compositeur belge Hubert Léonard, et deviendra professeur de chant. C'est là que Joaquina meurt le 10 mai 1864.

## Caractéristiques de ses interprétations
« La voix de Mme Garcia était très-belle, surtout dans le médium, son jeu plein d'intelligence et d'esprit, son chant de la meilleure école. »

## Interprétations

### Rôles créés
- Clemencia dans Quien porfía mucho alcanza de Manuel Garcia, qui y chante Don Alejandro, en novembre 1802 à Madrid[rad 3].
- Lemede dans Il califfo di Bagdad de Manuel Garcia, au Teatro del Fondo di separazione de Naples, le 30 septembre 1813[cor 1],[28].
- Ismene dans Medea in Corinto de Giovanni Simone Mayr, avec son mari en Egeo, au Teatro San Carlo de Naples, à partir du 28 novembre 1813[cor 2].
- Chiara dans L'amante astuto de Manuel Garcia, avec sa fille, la future Malibran, en prima donna dans le rôle de Rosalia, au Theatre de New York, le 17 décembre 1825[cor 3],[29].
- Neride dans La figlia dell'aria de Manuel Garcia, au Park Theatre de New York, le 25 avril 1826[cor 4].

### Autres
- Cherubino dans Le nozze di Figaro de Mozart, avec son mari dans le rôle du comte, au teatro Carignano de Turin, pendant l'automne 1811[cor 5],
  - et encore au teatro del Fondo de Naples, en mars 1814[cor 6].
- Dorina dans L'oro non compra amore de Marcos António Portugal, avec son mari en Alberto, au teatro San Carlo de Naples, à partir du 6 janvier 1812[cor 7].
- Giulia dans La roccia di Frauenstein de Giovanni Simone Mayr, avec son mari en Elrico, au teatro del Fondo di Separazione de Naples, pendant le printemps 1812[30].
- Elena dans Amor non ha ritegno de Giovanni Simone Mayr, au teatro del Fondo de Naples, pendant l'été 1812[31].
- Fulvia dans I Manli de Giuseppe Nicolini, avec son mari en Manlio, au Teatro San Carlo de Naples, à partir du 7 novembre 1812[cor 8].
- Vinvella dans Gaulo ed Oitona de Pietro Generali, avec son mari en Gaulo, au teatro San Carlo de Naples, à partir du 9 mars 1813[cor 9].
- Argia dans I riti d'Efeso de Giuseppe Farinelli, avec son mari en Clearco, au Teatro San Carlo de Naples, à partir du 7 juin 1813 pendant le printemps 1813[cor 10].
- Brigida dans La casa da vendere de Hippolyte André Baptiste Chélard, au Teatro dei Fiorentini de Naples, pendant l'été 1815[32].
- Isaura dans Tancredi de Rossini, avec sa fille en Tancredi, et son mari en Argirio, au New-York Theatre de New York, en 1825[33].
- Berta dans la première américaine du Barbiere di Seviglia, au Park Theatre (en) de New York, le 19 novembre 1825.
- Donna Elvira dans Don Giovanni de Mozart, avec sa fille en Zerlina, son fils en Leporello et son mari en Don Giovanni, à New York, en 1826, en présence du librettiste Lorenzo Da Ponte[34].
- Emilia dans Othello de Rossini, avec son fils en Iago et son mari en Othello, à New York, en 1826[35],[cor 11].
- Matilda dans Romeo e Giuletta de Niccolò Antonio Zingarelli, avec sa fille en Romeo et son mari en Everardo Cappelli, à New York en 1826[cor 12].

## Sources
- Paul (ou Paolino) Richard, « Madame veuve Garcia », Le Ménestrel, vol. 1, no 24,‎ 15 mai 1864, p. 190 (lire en ligne)
- Austin B. Caswell, « Pauline Viardot-Garcia (1821–1910) », dans Briscoe, James R., ed., Historical Anthology of Music by Women, vol. 1, Indiana University Press, 1987, 402 p. (ISBN 0253212960, lire en ligne), p. 152-157
- (es) Emilio Cotarelo y Mori, Isidoro Maiquez y el teatro de su tiempo, Madrid, J. Perales y Martínez, 1902 (lire en ligne)

1. ↑  (es) Emilio Cotarelo y Mori, Isidoro Maiquez y el teatro de su tiempo, Madrid, J. Perales y Martínez, 1902 (lire en ligne), p. 98, note (1), qui mentionne une sœur aînée, Francisca Briones, comédienne elle aussi. De ce fait, (es) Cotarelo y Mori, « p.61 note (2), à lire sur la p. 62 » s'interroge sur le patronyme de Joaquína : pour lui Sitchez ou Sitges nom qui apparaît sur les registres de baptême de la paroisse Saint-Roch pour le baptême de Pauline, est un pseudonyme.
2. ↑  (es) Cotarelo y Mori, « p. 608, note (1) »
3. ↑  (es) Cotarelo y Mori, « p. 82 », qui mentionne aussi comme segundas damas une Maria García, sœur de Manuel García Parra, lui-même dans la compagnie de la Cruz, mais sans rapport avec le futur amant de Joaquína, et Laureana Correa.
4. ↑  (es) Cotarelo y Mori, « p. 544-545 »
5. ↑  (es) Cotarelo y Mori, « p. 636 »
6. ↑  (es) Cotarelo y Mori, « p. 656 »
7. ↑  (es) Cotarelo y Mori, « p. 549-550 »
8. ↑  (es) Cotarelo y Mori, « p. 678 »

- (en) James Radomski, Manuel García (1775-1832): Chronicle of the Life of a Bel Canto Tenor at the Dawn of Romanticism, Oxford University Press, 2000, 367 p. (lire en ligne)

1. ↑  (en) James Radomski, Manuel García (1775-1832): Chronicle of the Life of a Bel Canto Tenor at the Dawn of Romanticism, Oxford University Press, 2000, 367 p. (lire en ligne), p. 39 note 48. Le surnom qu'elle se donne : Briones, peut aussi être un toponyme en Espagne.
2. ↑  Radomski 2000, p. 37
3. ↑  Radomski 2000, p. 40

- Site corago.unibo.it

1. ↑  Sous le nom de Joaquina Garcia, (it) « Il *califfo di Bagdad, opera lirica. Rappresentazione : 30/09/1813 - Napoli, Teatro del Fondo » (consulté le 14 janvier 2018)
2. ↑  (it) « Medea in Corinto, opera lirica. Rappresentazione : 28/11/1813 - Napoli, Teatro San Carlo », sur corago.unibo.it (consulté le 15 janvier 2018)
3. ↑  (it) « L' *amante astuto, opera lirica. Rappresentazione : 17/12/1825 - New York, Theatre », sur corago.unibo.it (consulté le 14 janvier 2018)
4. ↑  (it) « La *figlia dell'aria, opera lirica. Rappresentazione : 25/04/1826 - New York, Park », sur corago.unibo.it (consulté le 14 janvier 2018)
5. ↑  (it) « Il *matrimonio di Figaro, opera lirica. Rappresentazione : aut. 1811 - Torino, Teatro Carignano », sur corago.unibo.it (consulté le 15 janvier 2018)
6. ↑  (it) « Le *nozze di Figaro, opera lirica. Rappresentazione : 03/1814 - Napoli, Teatro del Fondo », sur corago.unibo.it (consulté le 14 janvier 2018)
7. ↑  (it) « L' *oro non compra amore, opera lirica. Rappresentazione : 06/01/1812 - Napoli, Teatro San Carlo », sur corago.unibo.it (consulté le 14 janvier 2018)
8. ↑  (it) « I *Manli, opera lirica. Rappresentazione : 07/11/1812 - Napoli, Teatro San Carlo », sur corago.unibo.it (consulté le 15 janvier 2018)
9. ↑  (it) « Gaulo ed Oitona, opera lirica. Rappresentazione : 09/03/1813 - Napoli, Teatro San Carlo » (consulté le 15 janvier 2018)
10. ↑  (it) Gaetano Rossi (Musique de Giuseppe Farinelli), I riti d'Efeso, Naples, Largo del Castello, 20, 1813 (lire en ligne), p. 2
11. ↑  (it) « Othello, opera lirica. Rappresentazione : 1826 - New York, Theatre », sur corago.unibo.it (consulté le 14 janvier 2018)
12. ↑  (it) « Romeo e Giulietta, opera lirica. Rappresentazione : 1826 - New York, Theatre », sur corago.unibo.it (consulté le 14 janvier 2018)